# Баръш Ардуч
Баръш Ардуч (на турски: Barış Arduç) е турски актьор и модел. Най-известната му роля е в образа на Йомер в сериала „Любов под наем“.

## Ранен живот
Баръш Ардуч е роден на 9 октомври 1987 г. в Шерцинген, Швейцария в семейството на Гюляй и Ерол Ардуч. Той има по-голям брат Онур и по-малък брат Мерт. Родом Баръш е от Албания, баща му – от Фатса, а майка му - от Артвин. Когато е на осем години, се мести заедно със семейството си в Истанбул.
Ардуч завърша основно и средно училище в Турция. Завършва първи клас в начално училище в Сакаря през 1998. Тогава семейството му е принудено да се премести в Болу след земетресението в Измит през 1999. Завършил е средно училище и първа степен от гимназията в Болу. По-късно семейството се мести в Юскюдар, където Баръш завършва гимназия през 2005. След това, прекарва първата година от колежа в спортната академия „Erciyes University“ в Кайсери. Занимава се с доста дейности – плуване, гмуркане, футбол, баскетбол, хандбал, каране на каяк. Учил е в спортната федерация „Turkey Underwater“ за една година и е работил като спасител осем години в Шиле (провинция на Истанбул). През 2007 е взимал курсове по актьорско майсторство в „Ekol Drama“. Получава театрално образование в театъра „Sadri Alışık“, а през 2010, след срещата си с Айла Алган, престъпва към професионалната си кариера.

## Кариера

### 2011 – 2014: „Не се тревожи за мен“, „Днешните шегаджии“ и филми
Първите проекти на Баръш са през 2011 – „Малката дама“, „Слушай, скъпи“ и „Мръсната седморка“. По-късно, през 2012 се снима в сериала „Не се тревожи за мен“ в ролята на Ахмет. През 2013 участва в сериала „Днешните шегаджии“ в образа на Селим заедно със Селчук Йонтем, Серхат Теоман и Джансу Тосун.
През 2014 Ардуч се снима в първия си игрален филм „Само ти“ като Емин. Същата година участва във филма „Deliha“ в ролята на Джемил и си партнира с Гупсе Йозай, Джихан Ерджан и Зейнеп Чамджъ.

### 2015 – настояще: „Racon: За семейството ми“, „Любов под наем“ и реклами
През 2015 се снима в сериала „Racon: За семейството ми“ в образа на Текин, но продукцията е спряна след четвърти епизод. През юни същата година Баръш започва снимки в сериала „Любов под наем“ в ролята на Йомер Ипликчи, като си партнира с Елчин Сангу, Салих Бадемджи и Синем Йозтюрк. Сериалът набира голям успех и се превръща в един от най-популярните, като почти всяка седмица е с най-висок рейтинг. През юни 2016 списание „GECCE“ обявява, че „Любов под наем“ е най-добрата романтична комедия за 2015.
През 2015 става рекламно лице на обувките „Деримод“, като фотосесията е заснета от фотографа Нихат Одабашъ.

## Филмография

### Филми
| Година | Заглавие               | Роля   |
| ------ | ---------------------- | ------ |
| 2014   | Само ти                | Емин   |
| 2014   | Делиха (Лудата Зелиха) | Джемил |
| 2017   | Време за щастие        | Мерт   |

### Телевизия
| Година    | Заглавие                     | Роля                   |
| --------- | ---------------------------- | ---------------------- |
| 2011      | Малката дама                 | Дженк                  |
| 2011      | Слушай, скъпи                | Хакан                  |
| 2011      | Мръсната седморка            | Синан                  |
| 2012      | Не тъжи за мен               | Ахмет Авджъолу         |
| 2013-2014 | Днешните шегаджии            | Селим Байрактар        |
| 2015      | Racon: За семейството ми     | Текин Атан             |
| 2015-2017 | Любов под наем               | Йомер Ипликчи          |
| 2019      | Черна птица                  | Кузгун Джебеджи/Адъвар |
| 2020      | Ямата                        | Арък Бьоке Ерденет     |
| 2021-2023 | Алпарслан: Великите селджуки | Султан Алпарслан       |
| 2021-2023 | Клуб                         | Исмет Денизер          |
| скоро     | Шефе                         | главна роля            |